# Shupluy (distrito)
Distrito peruano de Shupluy é um dos oito distritos da Província de Yungay, situcada no Ancash, pertenecente a Região de Ucayali, Peru.

## Transporte
O distrito de Shupluy não é servido pelo sistema de estradas terrestres do Peru.